# تصنيع بمساعدة الحاسوب

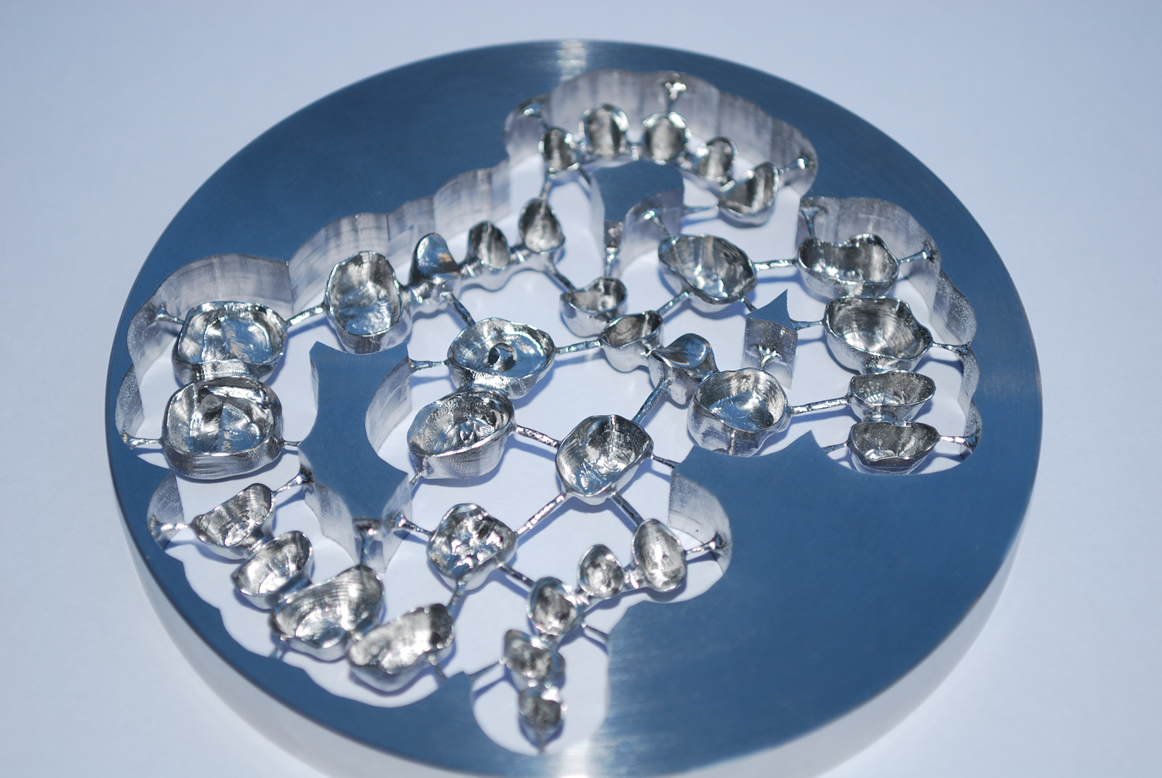
Disc with dental implants made with WorkNC

التصنيع بمساعدة الحاسوب (بالإنجليزية: Computer-aided manufacturing CAM)‏ وهو استعمال برامج وأدوات الحاسوب لمساعدة المهندسين لصنع نماذج أو للتصنيع مكونات المنتجات. وهو برنامج حاسوبي يمكن تصنيع نماذج حقيقية من النماذج المرسومة على برامج التصميم بمساعدة الحاسوب. وبدأ استخدام هذه التكنولوجيا عام 1971 لتصنيع نموذج عن هيئة سيارة.

## الفكرة
بدلا من الرسم التقليدي، يعمل برنامج التحكم الإلكتروني (NC-Programm [الألمانية]) على إنشاء جزء مباشر بناء على البيانات والمعلومات المرتبطة بالتصميم بمساعدة الحاسوب (تصميم بمساعدة الحاسوب). التعليمات والارشادات الضرورية والمهمة لالة التحكم الرقمي عن طريق الحاسوبCNC-Maschine والاوامر لا تتم طباعتها وانما يتم الإرسال الكترونيا من أجل المعالجة.

## برنامج CAM
أفضل 20 أكبر شركات البرمجيات CAM، من الإيرادات المباشرة في عام 2015، يتم فرز من عائدات العالمية:
- Dassault Systèmes: CATIA [1]
- Siemens AG: NX CAM [2]
- Vero Software part of HEXAGON: AlphaCAM, EdgeCAM, Machining Strategist, PEPS, SurfCAM, VISI, WorkNC / Dental
- Autodesk Inc.: HSM (Works, Express, Inventor), PowerMill, FeatureCAM, PartMaker, ArtCAM, Delcam Robot, Fusion 360
- Geometric Ltd.: CAMWorks[3]
- OPEN MIND Technologies: hyperMill
- Tebis Technische Informationssysteme AG: Tebis
- CNC Software Inc.: MasterCAM
- 3D Systems: Cimatron, GibbsCAM
- PTC: Creo
- CGTech: VERICUT
- Missler Software: TopSolid
- SPRUT Technology Ltd.: SprutCAM, SprutCAM Robot
- SAI Software: FlexiSign
- Gravotech Group: TYPE3
- MecSoft Corporation: VisualCAM (VisualMill, VisualTURN, VisualNEST, VisualART), RhinoCAM, FreeMill
- C&G Systems: cam-tool
- SolidCAM GmbH: SolidCAM
- NTT Data Engineering Systems: Space-E (based on the Catia system)
- BobCAD-CAM Inc.: BobCAD-CAM